# Мохірева
Мохі́рева (рос. Мохирева) — присілок у складі Талицького міського округу Свердловської області.
Населення — 370 осіб (2010, 384 у 2002).
Національний склад станом на 2002 рік: росіяни — 95 %.